# St. Margareta (Teisnach)

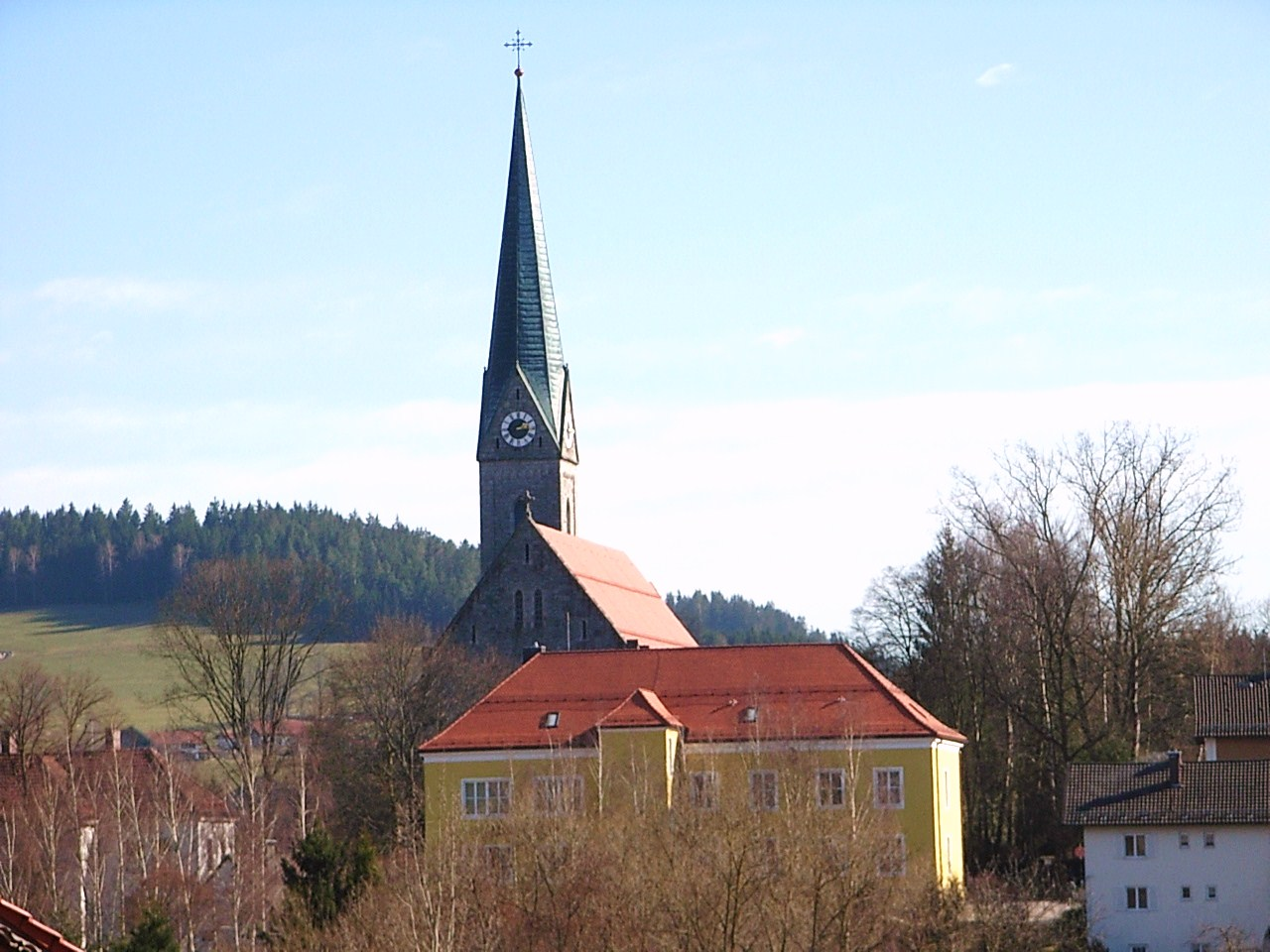
Katholische Pfarrkirche und Rathaus von Teisnach

Die römisch-katholische Pfarrkirche St. Margareta (auch als Pfarrkirche St. Margaretha bezeichnet) im Markt Teisnach im niederbayerischen Landkreis Regen wurde in den Jahren 1898 bis 1900 erbaut. Sie ist eines der zahlreichen sakralen Werke des Münchner Architekten Johann Baptist Schott. Stilistisch stellt das Gotteshaus eines der Hauptwerke der Neugotik in Ostbayern dar, zeigt daneben aber auch Einflüsse des Jugendstils.
Die Außenansicht ist geprägt von dunkelgrauem Granit, dem typischen Gestein des Bayerischen Waldes. Die Kirche stellt vor allem aufgrund des 75 Meter hohen Kirchturms ein Wahrzeichen des Ortes Teisnach dar. Der Innenraum ist hell und harmonisch. Er wird von einem Kreuzrippengewölbe überspannt.